# 阿尔法磁谱仪
阿尔法磁谱仪（Alpha Magnetic Spectrometer，又譯反物質太空磁譜儀，簡稱）是一个安装于国际空间站上的粒子物理试验设备，最初由麻省理工大学的物理学家，諾貝爾物理學獎得主丁肇中於1995年提议开始，並主持其相關的國際合作計畫。這計畫是一个国际合作项目，动员了二百多人，来自31所大学院校和15个国家。目的在于探测宇宙中的奇异物质，包括暗物质及反物质。阿尔法磁谱仪将依靠一个巨大的磁铁及六个超高精确度的探测器来完成它搜索的使命。
2013年3月，在歐洲核子研究組織的一個講座裏，丁肇中教授宣佈，AMS已觀察到超過四十萬個正電子。在能量10 GeV至250 GeV區域，正電子與電子比例隨著能量增強而增加，但在高能量區域顯示出較緩慢的增加速度，並沒有隨時間演進而出現任何顯著的變化，也沒有出現任何特別入射方向。這些結果與正電子源自於太空的暗物質湮滅相符合，但尚未能足以確定並排除其它種解釋。相關結果已發表於《物理評論快報》。AMS仍在收集更多數據。

## 历史

### AMS-01
1998年6月，由丁肇中領導的國際團隊建造完成AMS的雛型，編號為AMS-01，是偵測器的簡單版本，並被發現號太空梭執行STS-91任務送入太空。AMS-01沒有偵測到任何反氦原子核，因此制定反氦原子與氦原子通量比率的上限為1.1×10−6，並且證實太空偵測器概念的可行性。

### AMS-02

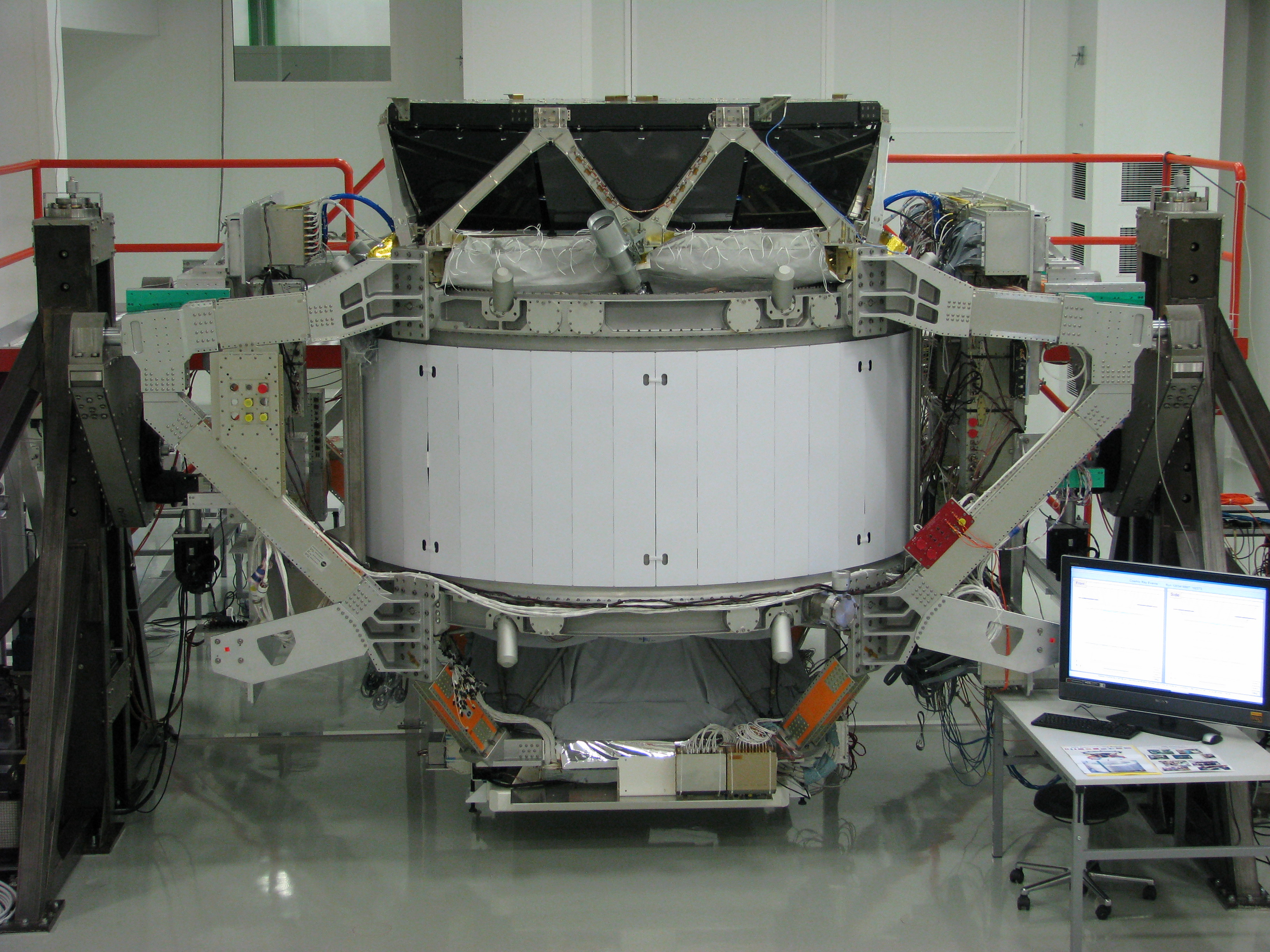
正在歐洲核子研究組織實驗室進行整合與檢驗程序的AMS-02

經過AMS-01試驗運作後，丁肇中團隊開始發展與建造全功能研究系統，編號為AMS-02。這計畫涉及了500名科學家，60所高等研究院與16個不同國家，由美國能源部負責領導。
從這長久演進過程研發出的儀器是"至今為止送入太空最精致的粒子偵測器"，可以與各個主要粒子加速器所使用的特大偵測器相比較，並且比任何地面類似儀器還貴上很多倍。在研發的期間，它的任務目標也有所修改。完工成品是一種綜合性偵測器，這樣，比較有機會發現暗物質的蛛絲馬跡，儘管它還有別的目標。
AMS-02的動力需求很大，安裝於獨立航天器比較不實際，因此，已設定的計劃是安裝AMS-02為國際太空站的外部模組，這樣，可以使用國際太空站的動力。在哥倫比亞號太空梭災難之後的計劃是用太空梭於2005年執行太空站裝配（station assembly）任務UF4.1時運送AMS-02至國際太空站，但是技術困難與太空梭排班問題導致更多延遲。
在瑞士日內瓦的歐洲核子研究組織實驗室裏，AMS-02成功通過最後整合與運轉檢試，這包括暴露在粒子加速器生成的高能量核子束。之後，於2010年2月16日，AMS-02被運送至歐洲太空總署位於荷蘭的歐洲空間研究與技術中心。在那裏，它又通過熱平衡、電磁兼容性與電磁干擾等等嚴峻檢試。AMS-02原本預定於2010年5月底前運送到美國佛羅里達州的甘迺迪太空中心，但由於必須完成最後粒子束準直檢試，運送日期延遲至8月26日。

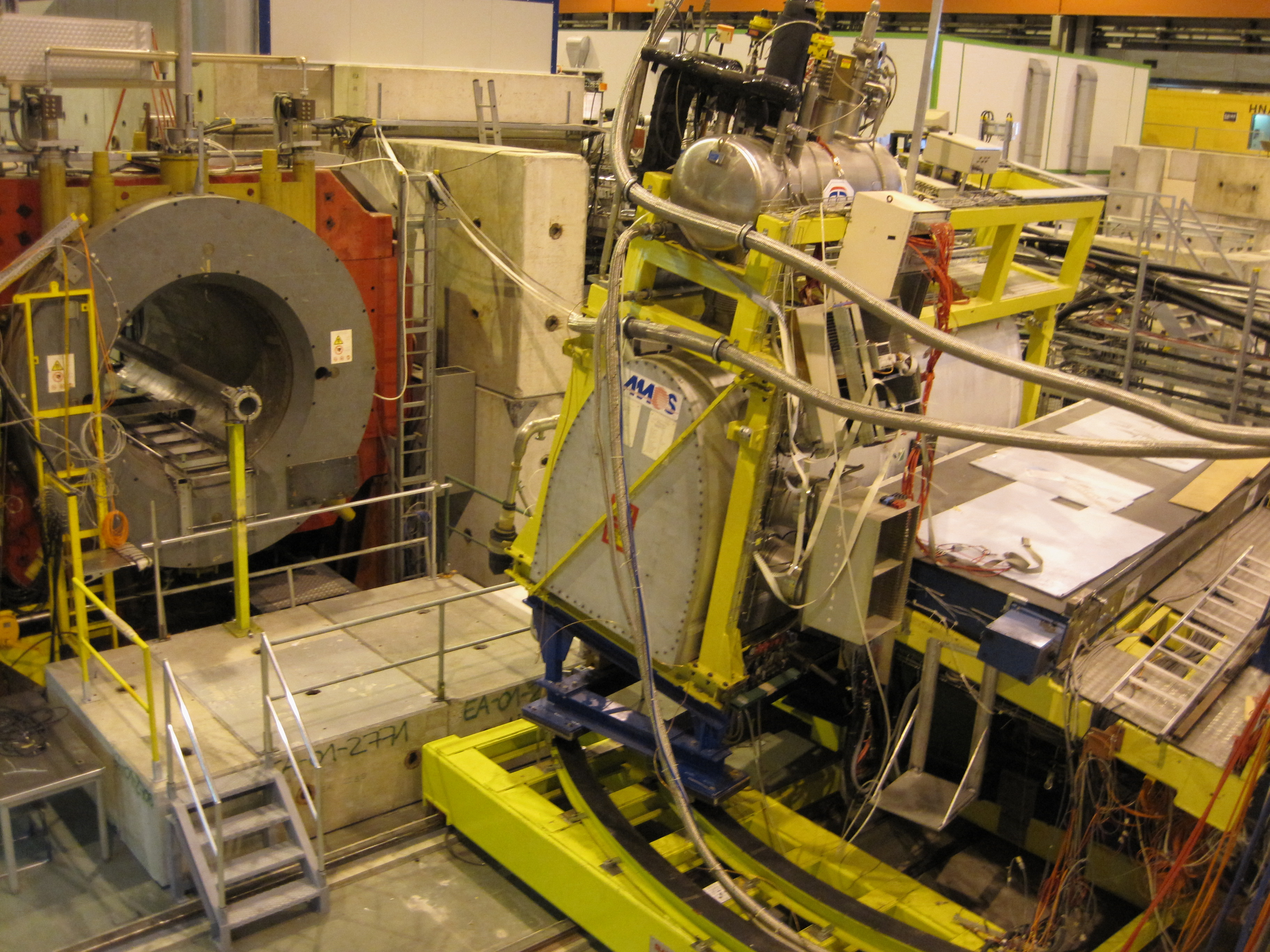
從超級質子同步加速器製成的20 GeV正電子被用來準直檢試AMS。

專門為AMS-02設計的低溫超導磁鐵系統是關鍵技術，能夠給出達成任務目標所需要的高靈敏度。在偵測器的發展後期，低溫磁鐵系統出現了反常加熱問題，物理學者搞不清楚其物理機制與解決方法，這問題會造成需要更多低溫冷卻能力，顯著地降低了原本系統的設計壽命（design life）。團隊領導丁肇中因此決定放棄低溫磁鐵系統，轉而改用一種先前已發展成功，但是功能較弱的永久磁鐵系統。
由於歐巴馬政府（Obama administration）計劃將國際太空站運作時期延長至2020年以後，這更換磁鐵系統決定可以使得運作時間從短短的3年延長到多達10至18年。儘管非超導磁鐵所產生的磁場是先前AMS-01超導磁鐵的20%，它仍舊比任何現有的太空粒子偵測器好過百倍。更多數據蒐集時間被認為比更高實驗靈敏度重要得多，儘管已放棄的低溫系統原本被認為是整個任務成功的關鍵技術。AMS-02先前設計壽命只有3年的系統組件，例如油漆、電路版、機械閥與線路等等，是否能夠運作10至18年，仍有待觀察。
2011年5月16日，美国航空航天局奋进号航天飞机搭载阿尔法磁谱仪从佛罗里达州肯尼迪航天中心发射升空，前往国际空间站，这是奋进号最后一次执行太空任务。

## 計畫內容
阿尔法磁谱仪是一个大型的粒子物理实验。它是在三十年来从数十个气球、飞船和地面探测实验得出来的宇宙线知识的基础上建立的。理论物理学家预测并在对撞机中寻找的几种粒子有可能在宇宙线中存在。实验则有可能探测到它们，并得到粒子和它们远方的天体来源的宝贵信息。
阿尔法磁谱仪将具体观测太空中高能辐射下的电子，正电子，质子，反质子与核子。这些探测结果有可能解答关于宇宙大爆炸一些重要的疑问，例如“為何宇宙大爆炸产出如此少的反物质？”或“何等物质构成了宇宙中看不见的质量？”
该计划产出两台设备，首台即通常意义上的阿尔法磁谱仪AMS-01于1998年6月2日由发现号航天飞机执行STS-91任务在甘迺迪太空中心39-A发射台送上太空。
这个粒子物理的实验将在国际空间站(ISS)的主构架上被放置三年，远离大气层以保证不受干扰，并充分利用国际空间站上的系统来采集数据。原计划阿尔法磁谱仪由NASA的航天飞机送入太空。但由于航天飞机近年来事故的影响，现在已计划的飞行中确定发射阿尔法磁谱仪的任务。磁谱仪计划在2008年底前完成组装，自日内瓦运达美国肯尼迪航天中心。

## 数据收集
仪器大约每秒能纪录1,000个宇宙线，产生数量为1GB/秒。这些数据经过过滤和压缩成为300 kB/秒以下载至任务中心POCC。
2012年7月，有报道称AMS-02已经观测到了超过180亿个宇宙线。
2013年2月，丁肇中承认他将在几周内发表首份学术论文，内容是有关AMS前18个月的任务中所纪录的250亿个粒子事件（包括将近80亿个快速移动的电子和正电子）。该论文将显示0.5至 350 GeV幅度内的正电子电子比（positron-electron ratio），以提供能证明暗物质大质量弱相互作用粒子的模型。

## 技术参数
- 质量: 8500 千克
- 功率: 2500 瓦特
- 内部数据传输率: 7 Gbit/s
- 地面数据传输率: 2 Mbit/s
- 首阶段任务周期: 10 到 18 年
- 磁场强度: 0.15 T produced by a 1,200 kg Nd2Fe14B 永久磁铁（permanent magnet）[24]
- 原始超导磁体: 2 钛合金超导线圈（niobium-titanium） at 1.8 K producing a central field of 0.87 T[25]

## 花费
1999年，在 AMS-01 成功发射后，AMS项目共计耗资为3300万美元；而在2003年哥伦比亚号航天飞机灾难发生后，以及加上 AMS-02 面临的许多技术性建造难题，项目总花费升至15亿美元。
因此该项目巨大的花费也引起了许多批评和争议的声音。

## 科学目标
AMS-02 将利用单一的太空环境去探询宇宙的奥秘，以尝试理解反物質、暗物質的构成要素以及测量宇宙線。

### 反物质
实验证据显示银河系是由物质构成的；然而，科学家相信宇宙中存在有大约1000到2000亿个星系，一些大爆炸的理论要求必须有同等数量的物质与反物质的存在。是否存在一些主要的反物质是宇宙起源与自然状态的基本问题之一，在現今可見的宇宙範圍中，明顯的正反物質不對稱性成了物理的最大難題之一。对于反物质核的任何观察将会证明反物质在宇宙中的存在。1999年，AMS-01在宇宙中设立的反氦/氦通量比新的上限为10−6。通过改进后AMS-02将研究更为敏感的10−9，以充分探寻扩展中的宇宙边缘与解决反物质这个难题。

### 暗物质
宇宙中的可见物质，例如星星，加起来的数量为宇宙中所有被人类已了解的5%以下。其余95%是暗物质与暗能量，暗物质估计占宇宙重量的20%，还有73%是一种导致宇宙加速膨胀的暗能量。超中性子被认为是暗物质的主要潜在候选成分。如果超中性子真的存在的话，它们应该与其他粒子碰撞并释放出能被AMS-02检测出的带电粒子。

### 奇异夸克团
根据实验证明，夸克由上夸克、下夸克和奇异夸克等六類夸克組成(up, down, strange, charm, bottom 和 top) ；然而，地球上的大多物质仅仅由上夸克和下夸克构成（上、下夸克是構成核子的基本元素）。因此宇宙中是否存在由上夸克、下夸克和奇异夸克共同构成的稳定物质成为一个基本难题。奇异夸克团可能具有特别大或非常小的荷质比（charge-to-mass ratios），它可能会是一种全新的物质。AMS-02 将会探索出是否存在这种物质。

### 宇宙辐射环境
宇宙線对于載人火星任務是一种主要的干扰物，因此需要适当的手段以精确地测量宇宙的射线环境。对于宇宙線的大多研究是通过气球运载仪器在数天内完成的，这些研究结果显示了射线的多样性。AMS-02 将通过国际空间站控制操作至少三年的时间，以收集大量精确的数据并测量在大幅度能量系统内射线的长期多样化。此外，还将帮助了解载人航天对于射线的防护要求，这些数据将有利于确定宇宙线的星际传播与射线的起源。

## 初步結果
2013年3月30日，歐洲核子研究組織新聞辦事處發佈AMS實驗初步結果。4月3日，相關實驗論文正式發表於《物理評論快報》。根據論文摘要，在能量範圍0.5 to 350 GeV之間，已收集了大約6.8×106個正電子與電子事件。從10至250  GeV，正電子部份穩定隨著能量增強而增加，但是從20至250 GeV，斜率減少一個數量級。在正電子比分能譜裏，沒有觀測到任何精細結構，正電子與電子比率沒有觀測到任何各向異性。權威學者評論，從漫遊於太空的阿爾法磁譜儀得到的初步結果，射向地球的宇宙線確定含有額外的高能量正電子。這些結果與正電子源自於太空的暗物質湮滅相符合，但尚未能足以確定並排除其它種解釋。丁肇中表示，在未來數月內，AMS將能確定地讓我們知道，這些正電子是否為暗物質的訊號，還是來自其它根源。